# Teemu Suninen
Teemu Suninen (Tuusula, 1 februari 1994) is een Fins rallyrijder, actief in het wereldkampioenschap rally voor het M-Sport Ford World Rally Team met de Ford Fiesta WRC.

## Carrière

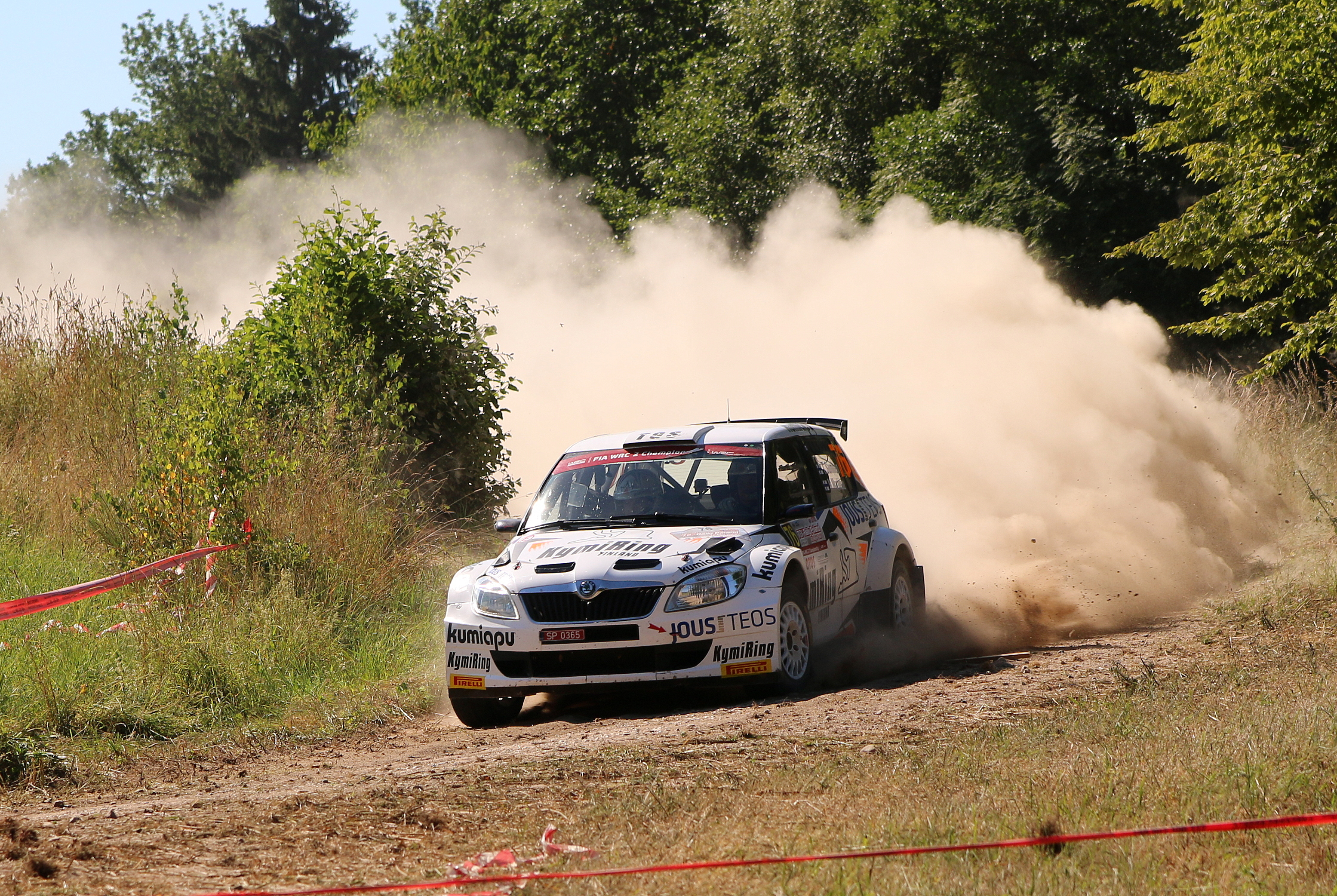
Suninen actief tijdens de rally van Polen in 2015

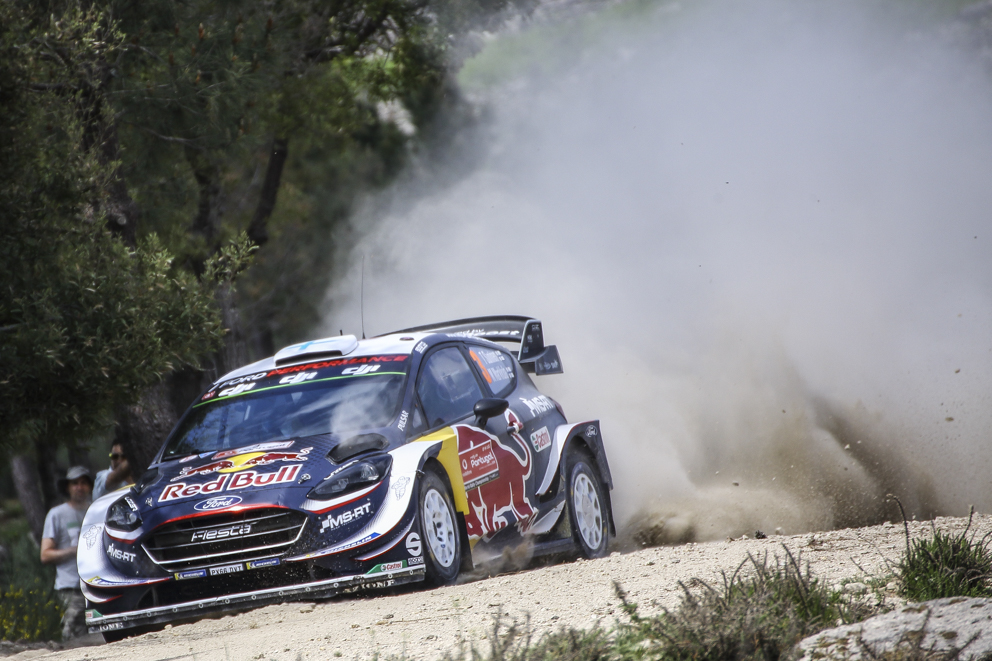
In 2018 reed Suninen in Portugal met een derde plaats naar zijn eerste podium in het WK

Teemu Suninen begon zijn loopbaan in de autosport in het karten, en zijn eerste rally's reed hij in 2013. Het jaar daarop maakte hij zijn debuut in het wereldkampioenschap rally en nam vanaf 2015 deel aan zowel het WRC-3 als WRC-2 kampioenschap. In 2016 eindigde hij met een Škoda Fabia R5 tweede in het WRC-2 klassement achter landgenoot Esapekka Lappi. Sinds 2017 maakt Suninen onderdeel uit van het M-Sport World Rally Team, nu met de Ford Fiesta R5 opnieuw actief in het WRC-2, dit keer eindigend als derde in het kampioenschap. Ook maakte hij twee optredens voor M-Sport met de Ford Fiesta WRC, in Polen en Finland; beide rally's eindigend in de punten en waarin hij tevens een aantal klassementsproeven zou winnen. In 2018 reed hij een groter programma met de Fiesta WRC. 

## Complete resultaten in het wereldkampioenschap rally
| Seizoen | Inschrijving                  | Auto                | 1      | 2      | 3       | 4     | 5       | 6      | 7      | 8      | 9      | 10     | 11      | 12      | 13      | 14  | Pos. | Punten |
| ------- | ----------------------------- | ------------------- | ------ | ------ | ------- | ----- | ------- | ------ | ------ | ------ | ------ | ------ | ------- | ------- | ------- | --- | ---- | ------ |
| 2014    | AKK Sports Team Finland       | Citroën DS3 R3T     | MON    | ZWE    | MEX     | POR   | ARG     | ITA    | POL    | FIN 17 | DUI    | AUS    | FRA     | SPA     | GBR     |     | –    | 0      |
| 2015    | Team Oreca                    | Citroën DS3 R3T Max | MON    | ZWE    | MEX     | ARG   | POR DNF | ITA 34 |        | FIN 54 |        |        |         |         |         |     | –    | 0      |
| 2015    | TGS Worldwide OU              | Škoda Fabia S2000   |        |        |         |       |         |        | POL 19 |        |        |        |         |         | GBR 11  |     | –    | 0      |
| 2015    | Team Oreca                    | Ford Fiesta R5      |        |        |         |       |         |        |        |        | DUI 19 | AUS    | FRA 18  | SPA 37  |         |     | –    | 0      |
| 2016    | Team Oreca                    | Škoda Fabia R5      | MON 12 | ZWE 10 |         |       | POR 45  | ITA 8  | POL 11 | FIN 10 | DUI 57 | CHN C  | FRA 15  | SPA 27  | GBR 14  | AUS | 18   | 8      |
| 2016    | TGS Worldwide OU              | Škoda Fabia R5      |        |        | MEX 9   | ARG   |         |        |        |        |        |        |         |         |         |     | 18   | 8      |
| 2017    | M-Sport World Rally Team      | Ford Fiesta R5      | MON    | ZWE 10 | MEX     | FRA 8 | ARG     | POR 12 | ITA    |        |        | DUI 16 | SPA 8   | GBR 31  | AUS     |     | 14   | 29     |
| 2017    | M-Sport World Rally Team      | Ford Fiesta WRC     |        |        |         |       |         |        |        | POL 6  | FIN 4  |        |         |         |         |     | 14   | 29     |
| 2018    | M-Sport Ford World Rally Team | Ford Fiesta R5      | MON 18 |        |         |       |         |        |        |        |        |        |         |         |         |     | 12   | 54     |
| 2018    | M-Sport Ford World Rally Team | Ford Fiesta WRC     |        | ZWE 8  | MEX 12  | FRA   | ARG 9   | POR 3  | ITA 10 | FIN 6  | DUI 5  | TUR 4  | GBR DNF | SPA 11  | AUS DNF |     | 12   | 54     |
| 2019*   | M-Sport Ford World Rally Team | Ford Fiesta WRC     | MON 11 | ZWE 23 | MEX DNF | FRA 5 | ARG 7   | CHL 5  | POR 4  | ITA 2  | FIN 8  | DUI 29 | TUR 4   | GBR DNF | SPA 7   | AUS | 9    | 89     |

* Seizoen loopt nog.